# Veres Péter (belsőépítész)
Veres Péter (Budapest, 1969. április 29.–) belsőépítész, formatervező művész.
Terveiben mindig a legjobb anyagok, a legfejlettebb technikák, technológiák alkalmazására törekszik, bár ezen eszközök mindig csak segítik a kívánt cél elérésében, sosem uralják a formaalkotás szellemiségét. A legtöbb tárgyat saját kivitelező üzemében készíti munkatársaival, de minden megvalósult műben megtalálható saját kezének munkája. 
"Veres Péter a fiatal belsőépítész-nemzedék egyik legnagyobb és legsikeresebb tehetsége."

## Életpályája
Érettségi után, 1987-88 között a Videoton Formatervező Irodában kezd dolgozni, ahol grafikai, nyomtatási ismeretek megszerzése mellett megtanulja a látványtervek készítésének több stílusát. Az utolsó televízió család formatervei már az ő látványrajzaival kerülnek elfogadásra.

1989-90 a Kirakatrendező és Dekoratőr iskolában tanul. 1990-96 között a Magyar Iparművészeti Főiskola (ma MOME) hallgatója. Formatervezőként kezd, de még a második évben átkerül a környezettervező tanszékre, ahol a belsőépítészetet és bútortervezést tanul Király Józseftől. 1994-ben diplomázik. Elegáns ülőgarnitúrát (fotelek, kanapé) tervez, melyet közreműködésével a Bubiv el is készít. 1996-ban Mesterképző diplomát szerez, tanára Reimholz Péter. Testvérével megalakítja a Redform Design Studiót (1996), melyet jelenleg is vezet. A tervezés mellett nagy hangsúlyt fektet munkáinak kivitelezésére. A különleges minőség elérése és megtartása arra sarkalta, hogy saját kivitelező üzemet hozzon létre.

1996-2000 között az Általános Értékforgalmi Bank Rt részére tervezett, kivitelezett elnöki irodát, bankfiókot (Váci út, Arany J. utca) Veres Lajossal. Dealer termet, Millenium Centerbe nonstop bankfiókot, bankfiókokhoz arculati cégértáblákat. Budapest, Cyrano étterem portálterv, kivitelezés (2000). 2000,-03,-05,-12 Cyrano étterem belsőépítészeti tervezés, kivitelezés 4 teljeskörű megújítás, több kisebb kiegészítés. Hotel Anna (Horvátország) Cocktail bár, wellness, fitness, terasz étterem speciális szél és eső védő függönyrendszer tervezés, kivitelezés (2001-03)(társtervező: Csizmadia Zsolt). Cosmo étterem belsőépítészeti tervezése (2001). Argus Security Kft iroda belsőépítészeti tervezése (2004). Next Consulting Kft iroda recepció, tárgyalók belsőépítészeti tervezés, kivitelezés (2005). Váci utca 71 kávéház tervezése (2006). Hídépítő Rt tulajdonos magánirodájának tervezése és kivitelezése (2008). Sümegi Vár turisztikai megújítása belsőépítészeti arculatterv, kivitelezés, történeti enteriőrök tervei (2011). Budapest, Kristóf tér Murci borbár portál tervezés, belsőépítészeti tervezés kivitelezés (2012). Cosmo étterem belsőépítészeti átalakítás tervezés, kivitelezés (2013). 1997-től több családi ház, villa, lakás belsőépítészeti tervezése: Moszkva 600m², Bp. Ördögorom 460m², Bp. Gellért-hegy 420m², Bp. Szabadság-hegy lakások 60-180m², Csopoak 800m², Bp. Ménesi u lakások 80, 200m². Biatorbágy 300m².